# Waylon Woolcock
Waylon Woolcock (né le 8 juillet 1982 à Middelbourg) est un coureur cycliste sud-africain. Il participe à des compétitions sur route et en VTT.

## Palmarès
- 2004
  - 3e du championnat d'Afrique du Sud sur route espoirs
- 2005
  - 3e étape du Tour d'Égypte (contre-la-montre par équipes)
- 2007
  - Tour d'Égypte :
    - Classement général
    - 2e étape

  - 3e étape du Tour du Maroc
  - 3e du Tour du Maroc
- 2008
  - 2e du championnat d'Afrique du Sud sur route

## Classements mondiaux
| Année           | 2005 | 2006 | 2007 | 2008 | 2009 | 2010 | 2011 | 2012 | 2013 |
| --------------- | ---- | ---- | ---- | ---- | ---- | ---- | ---- | ---- | ---- |
| UCI Africa Tour | 34e  |      | 15e  | 46e  | 120e |      |      |      | 188e |
| UCI Asia Tour   |      |      | 295e |      | 323e |      |      |      |      |